# Ponderacris auriventris
Ponderacris auriventris är en insektsart som först beskrevs av Bruner, L. 1913.  Ponderacris auriventris ingår i släktet Ponderacris och familjen gräshoppor. Inga underarter finns listade i Catalogue of Life.